# Переяславский коллегиум

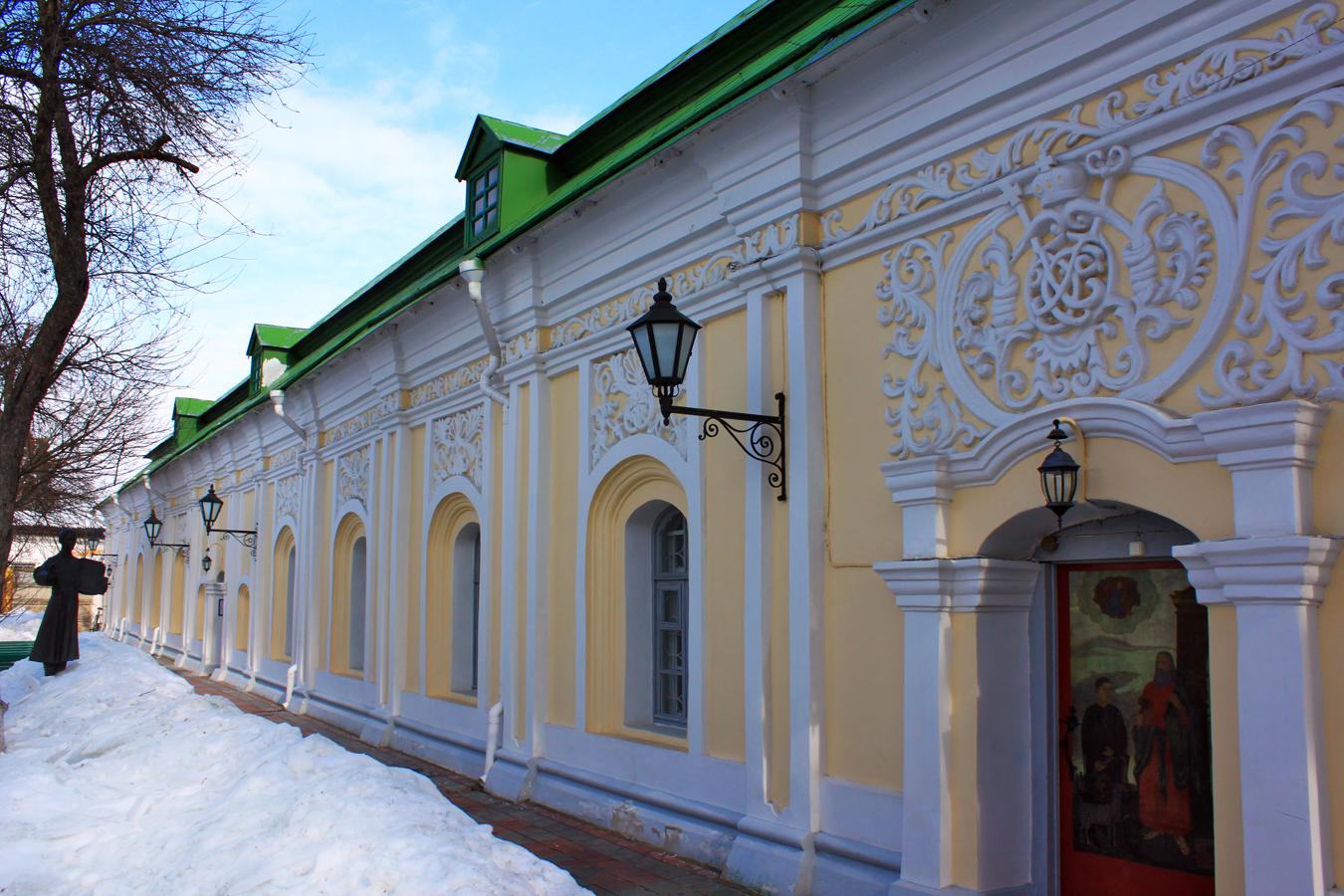
Переяславский коллегиум

Переясла́вский колле́гиум — учебное заведение полного среднего и, впоследствии, высшего духовного образования, учреждённое в Российской империи на левом берегу Днепра. Коллегиум просуществовал с 1738 по 1788 год, после чего был преобразован в Переяславскую духовную семинарию. Коллегиум готовил учителей начальных школ, служащих государственных учреждений, служителей православной церкви.

## История
Открыт в 1738 в Переяславе на территории Вознесенского монастыря в деревянном корпусе. Создан по подобию Киево-Могилянской коллегии, с целью противостояния насильственному окатоличиванию и полонизации украинского населения Правобережья, которое продолжало находиться в составе Речи Посполитой.
При коллегиуме была бурса, где жили иногородние ученики. Срок обучения длился 6 лет. Здесь преподавали русский, латинский, греческий и польский языки, поэтику, риторику, диалектику, арифметику, геометрию, историю, пение.
В 1748 году пожар уничтожил все деревянные строения монастыря. В 1753—1757 году строения коллегиума были отстроены в камне на средства Переяславского епископа Иоанна (Козловича).
В 1753 году здесь преподавал Григорий Сковорода.
В конце 1788 году коллегиум был преобразован в Переяславскую духовную семинарию.
В 1799 году в учебную программу был введён курс философии, а в 1800 году открыт класс богословия. С этого времени Переяславский коллегиум теряет общеобразовательный характер и получает звание семинарии.
В 1862 году семинария была переведена в Полтаву.